# Трамлан
Трамлан (нем. Tramelan) — коммуна в Швейцарии, в кантоне Берн.
Входит в состав округа Куртелари. Население составляет 4269 человек (на 31 декабря 2006 года). Официальный код — 0446.
В городе расположен офис независимой фирмы по производству часов Auguste Reymond.

## Галерея

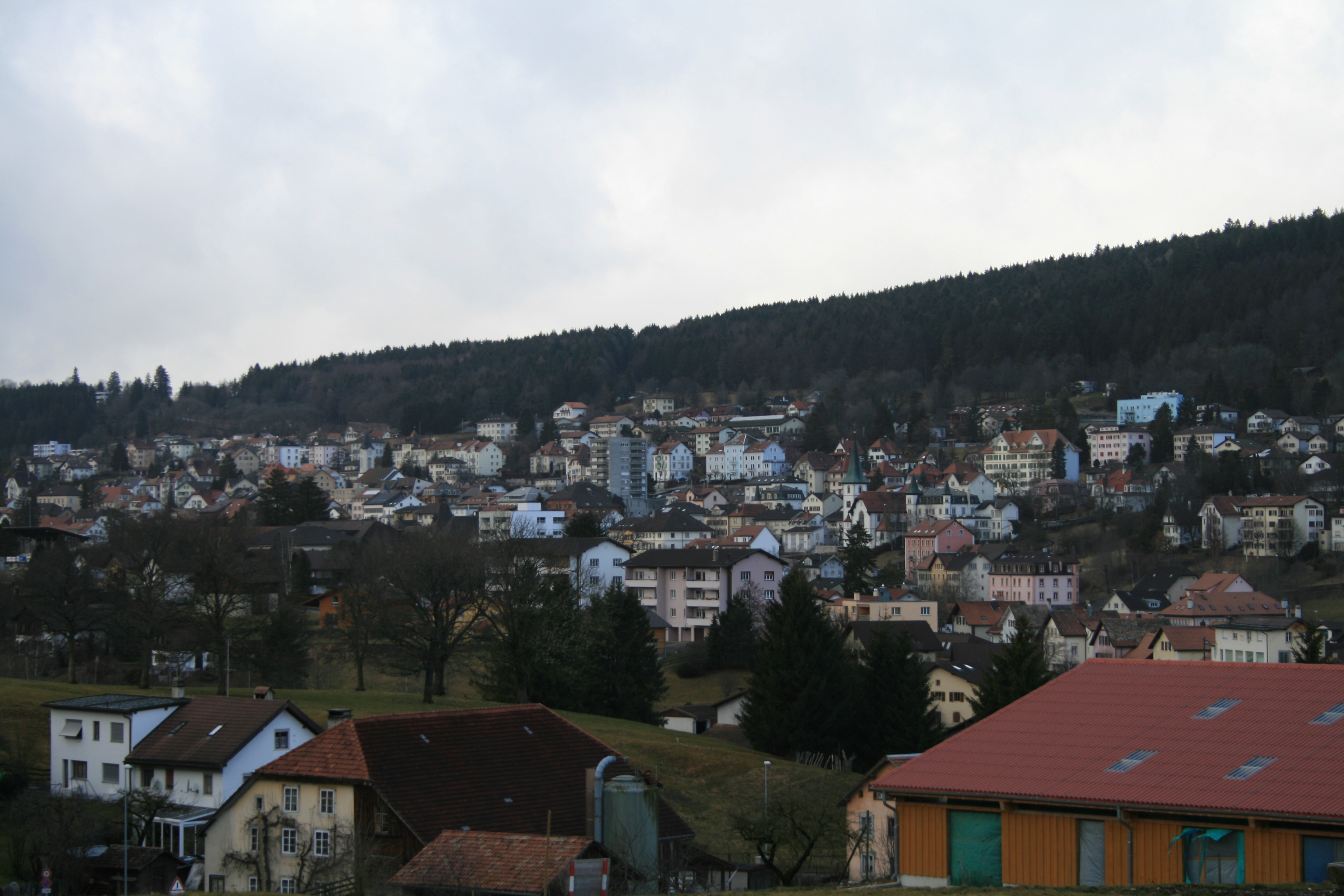
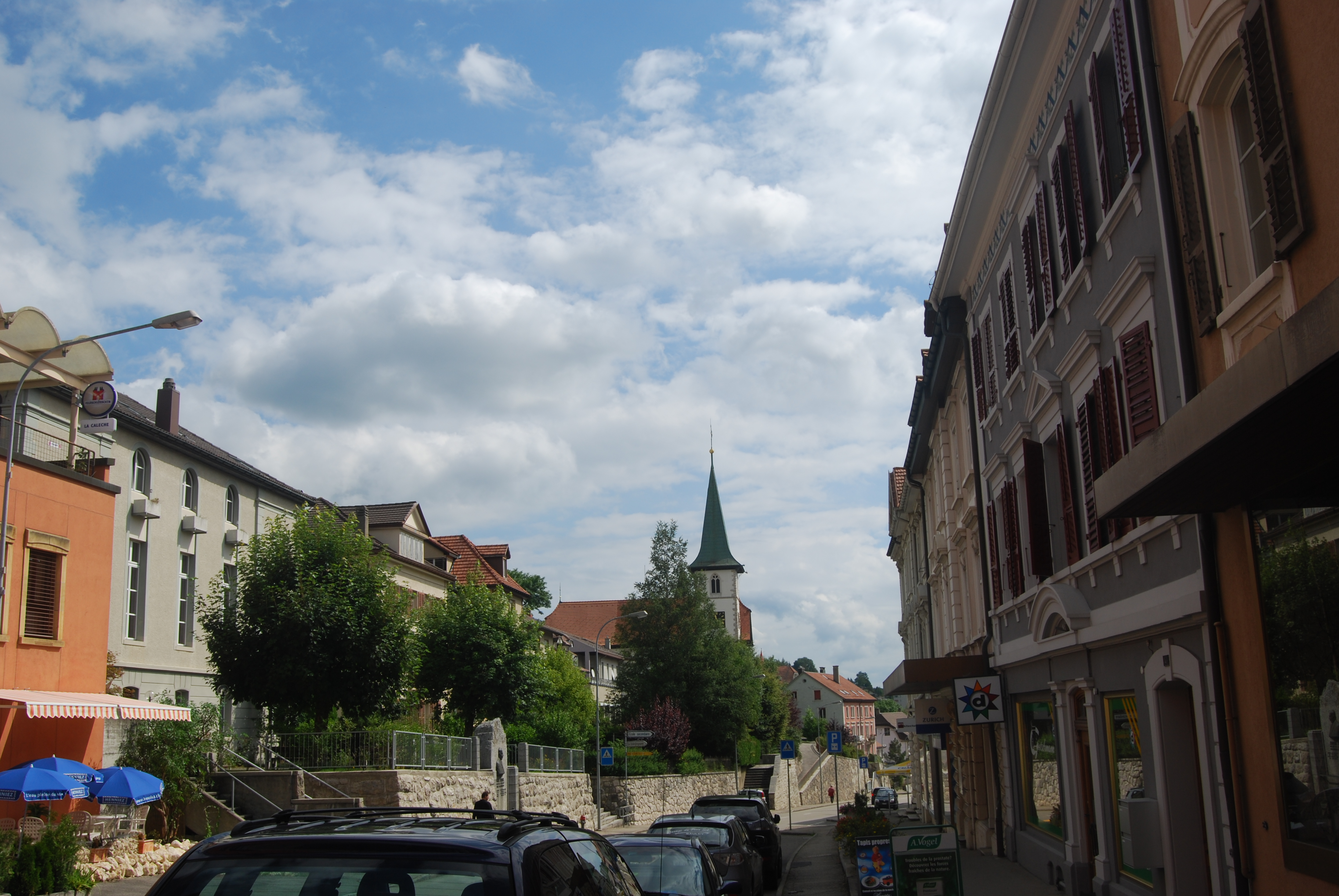
Центр коммуны
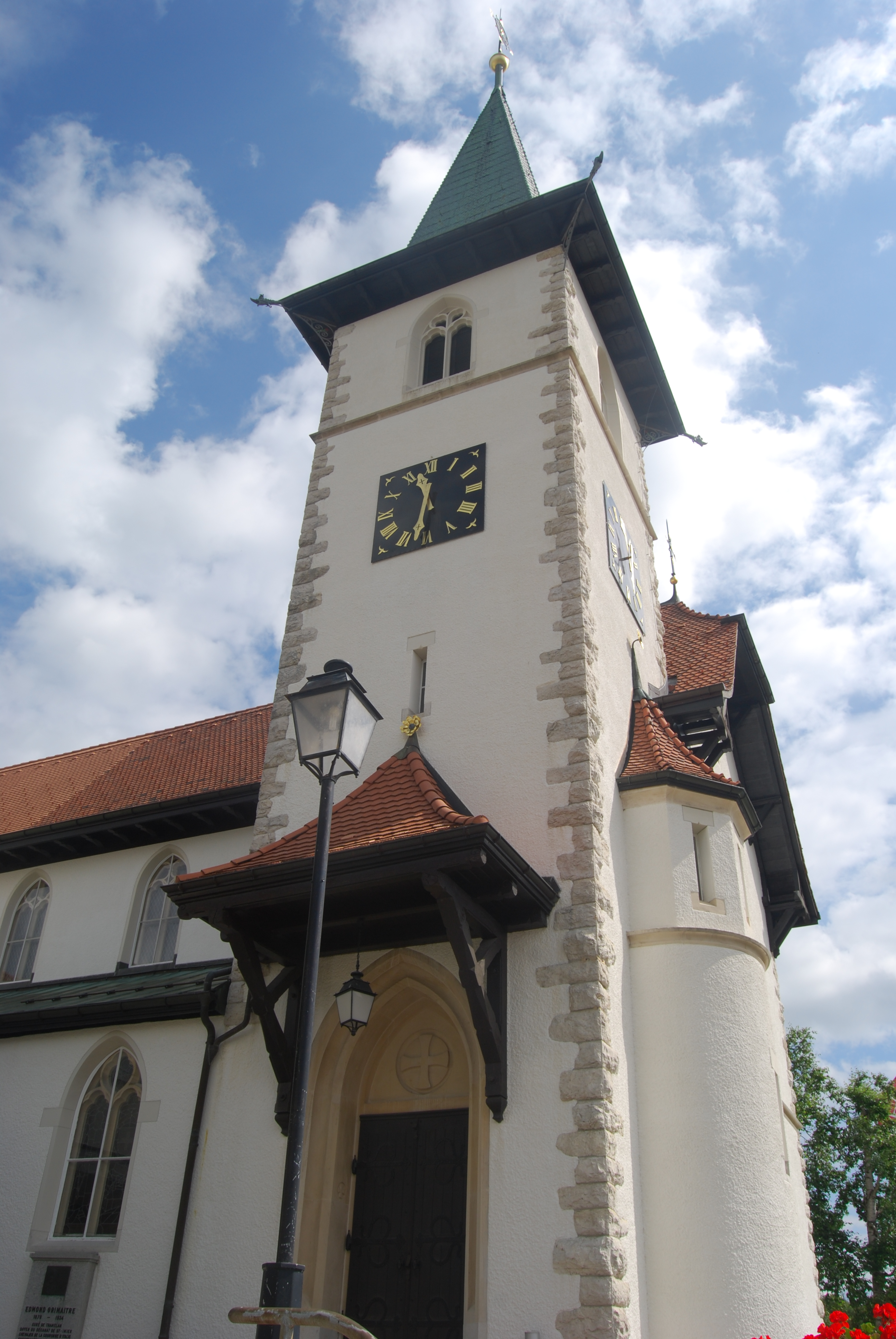
Католическая церковь Трамлана
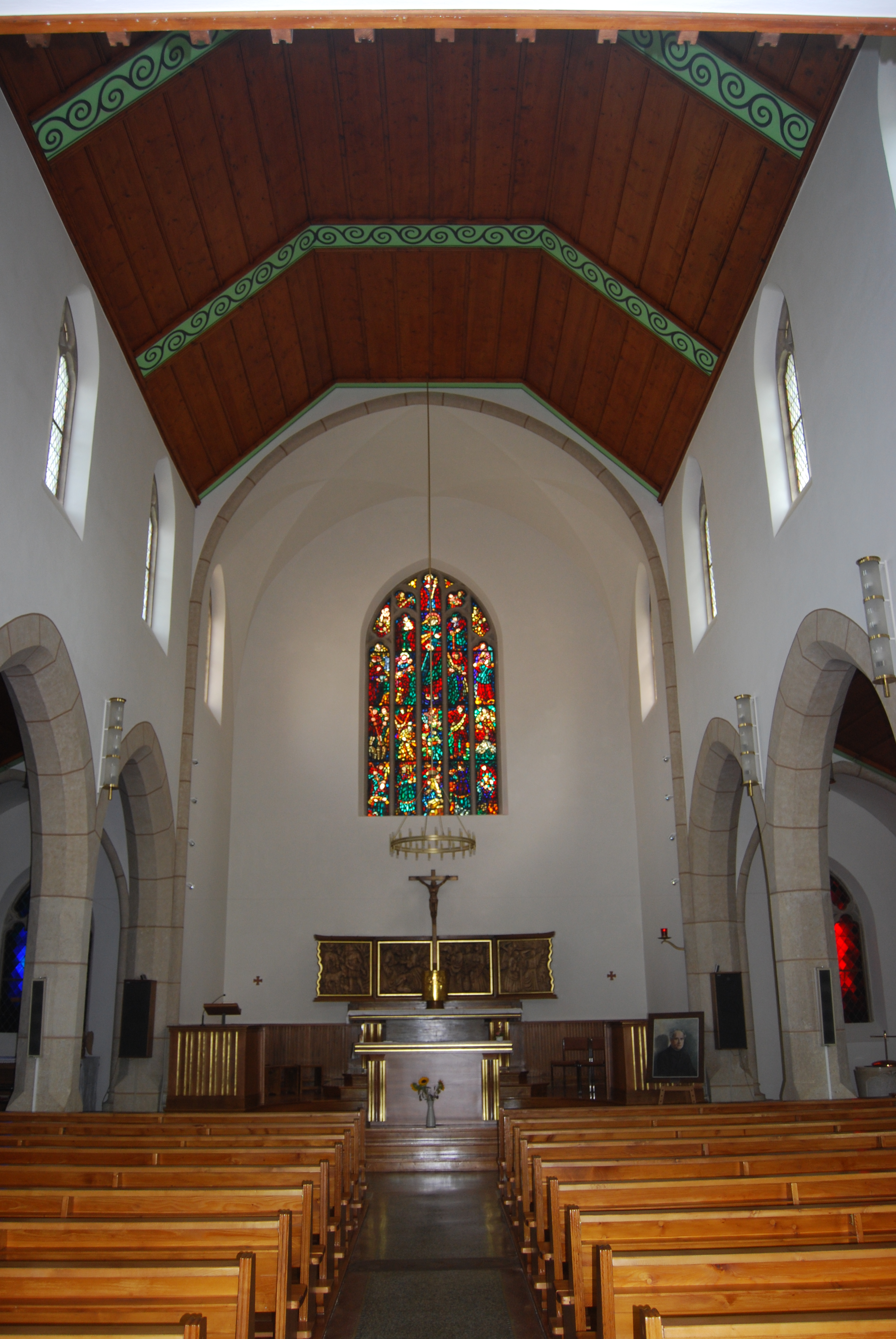
Католическая церковь Трамлана (внутри)
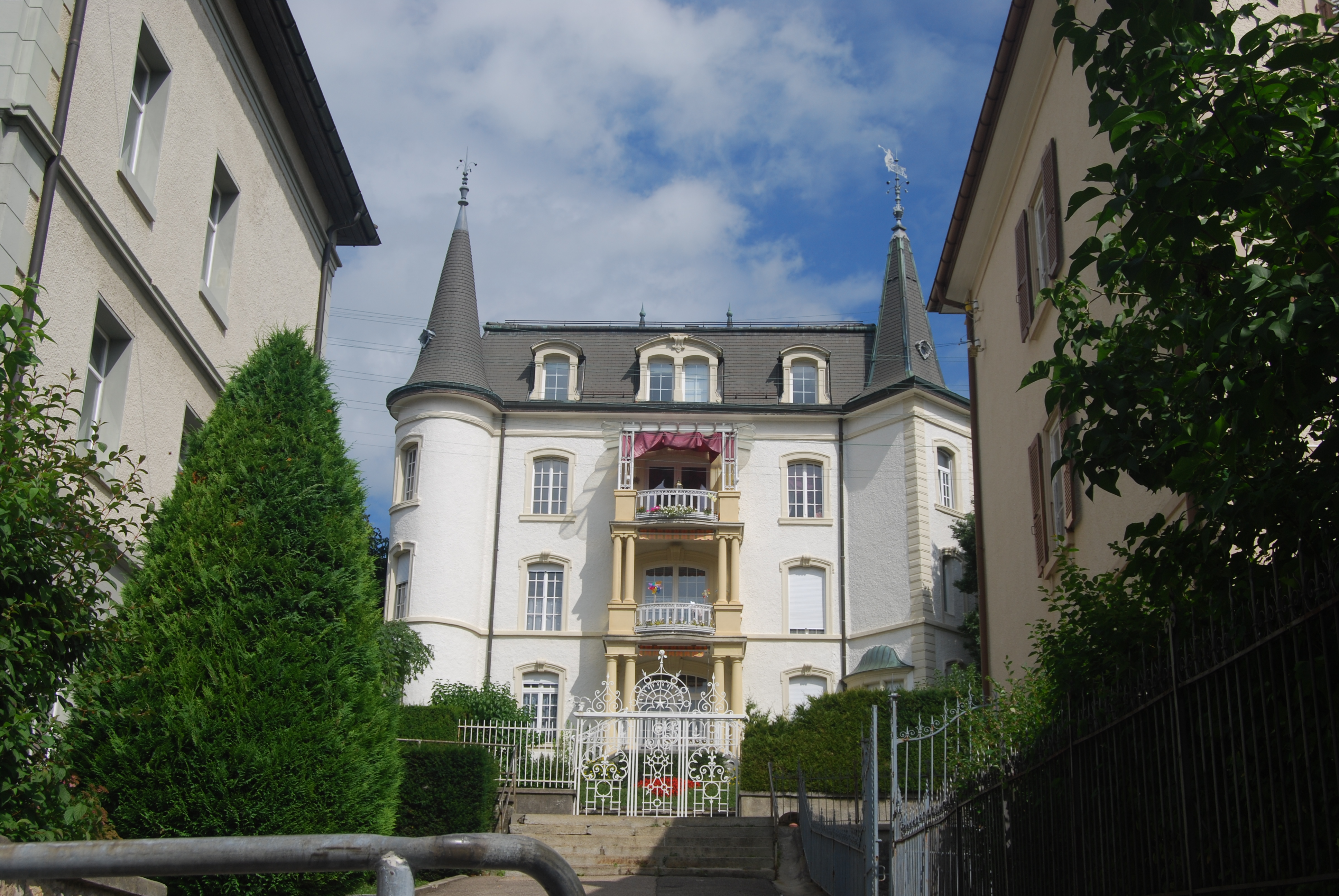
Культурно-спортивный центр
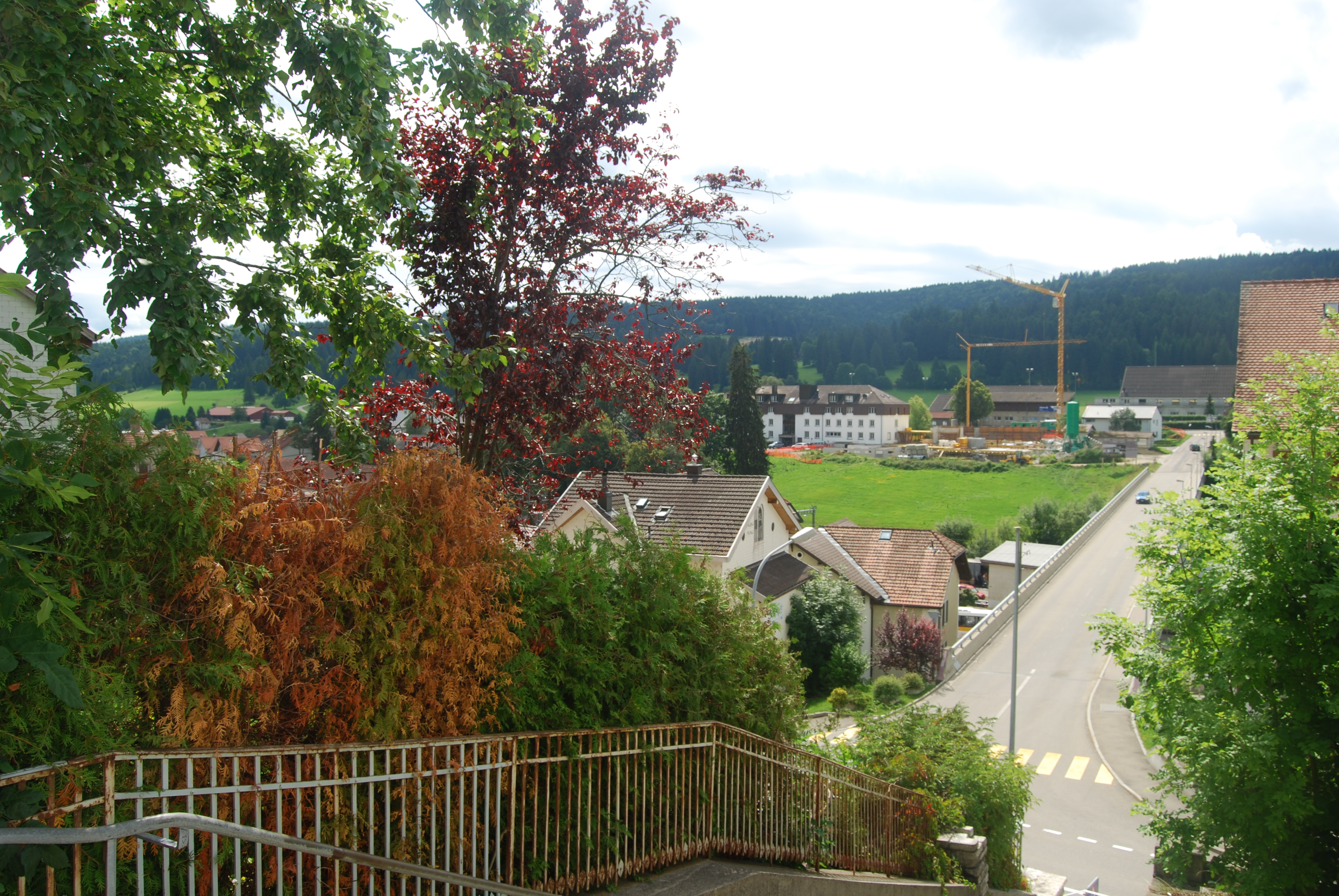
Мост Трамлана
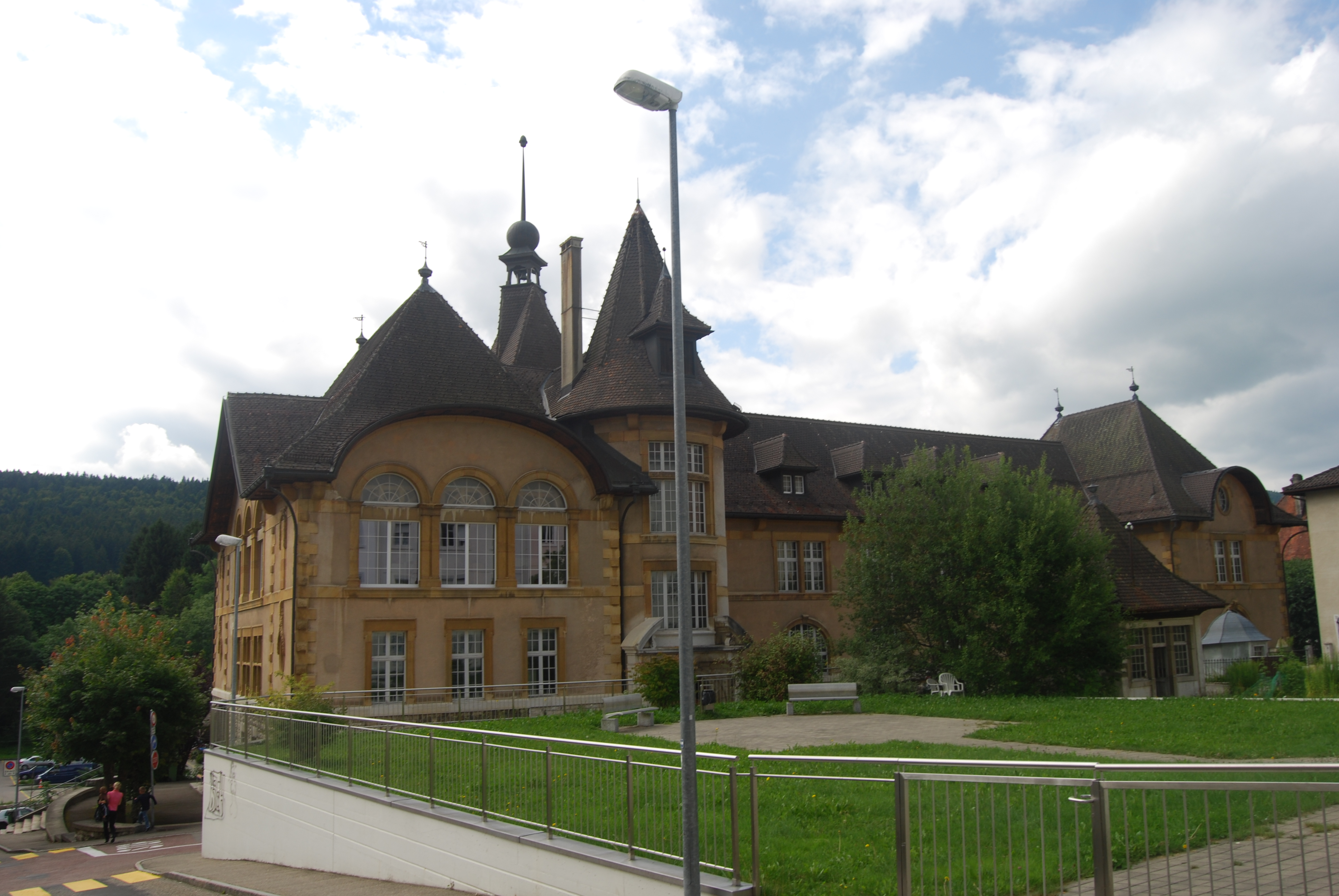
Средняя школа
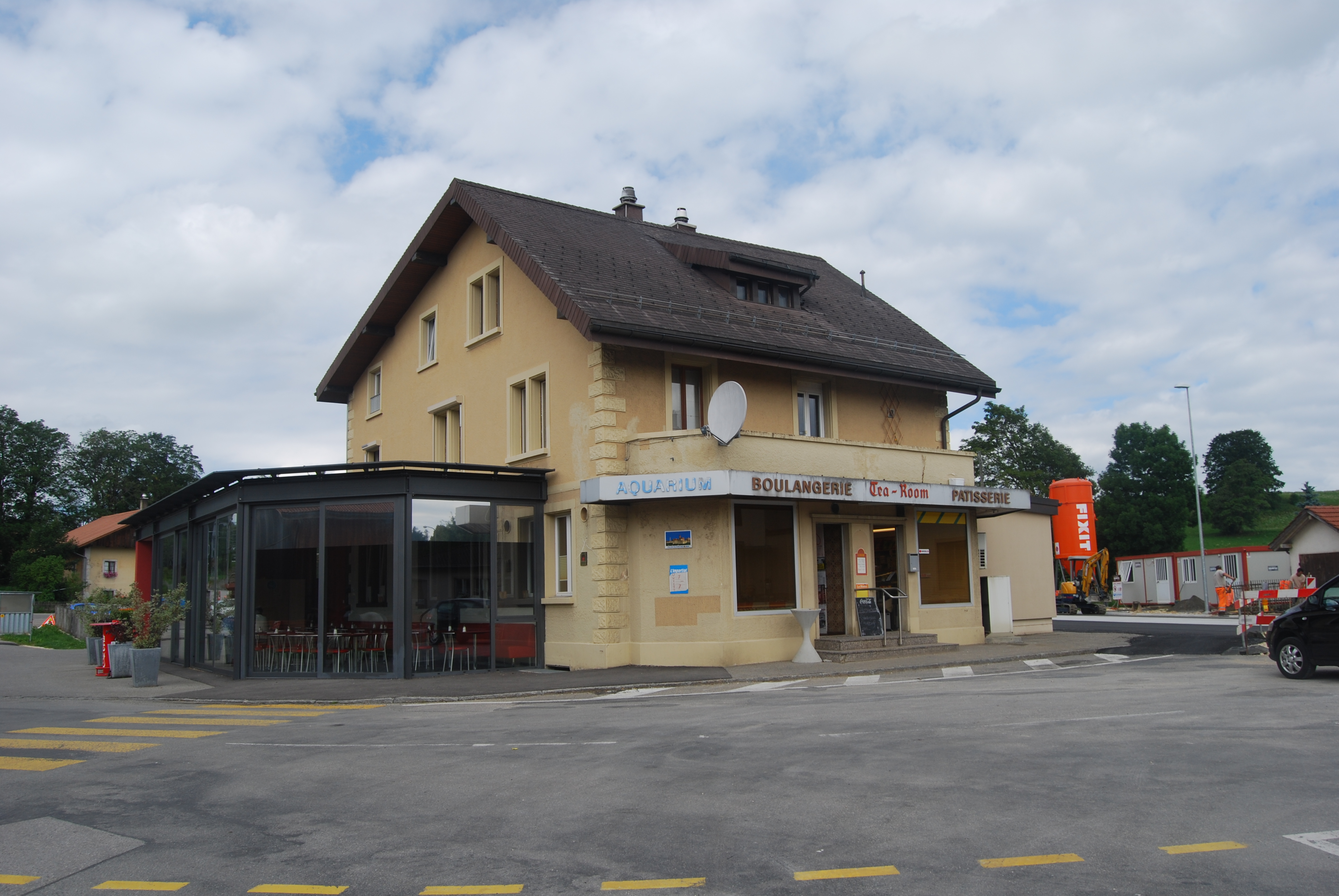
Аквариум-ресторан на станции Les Reussilles
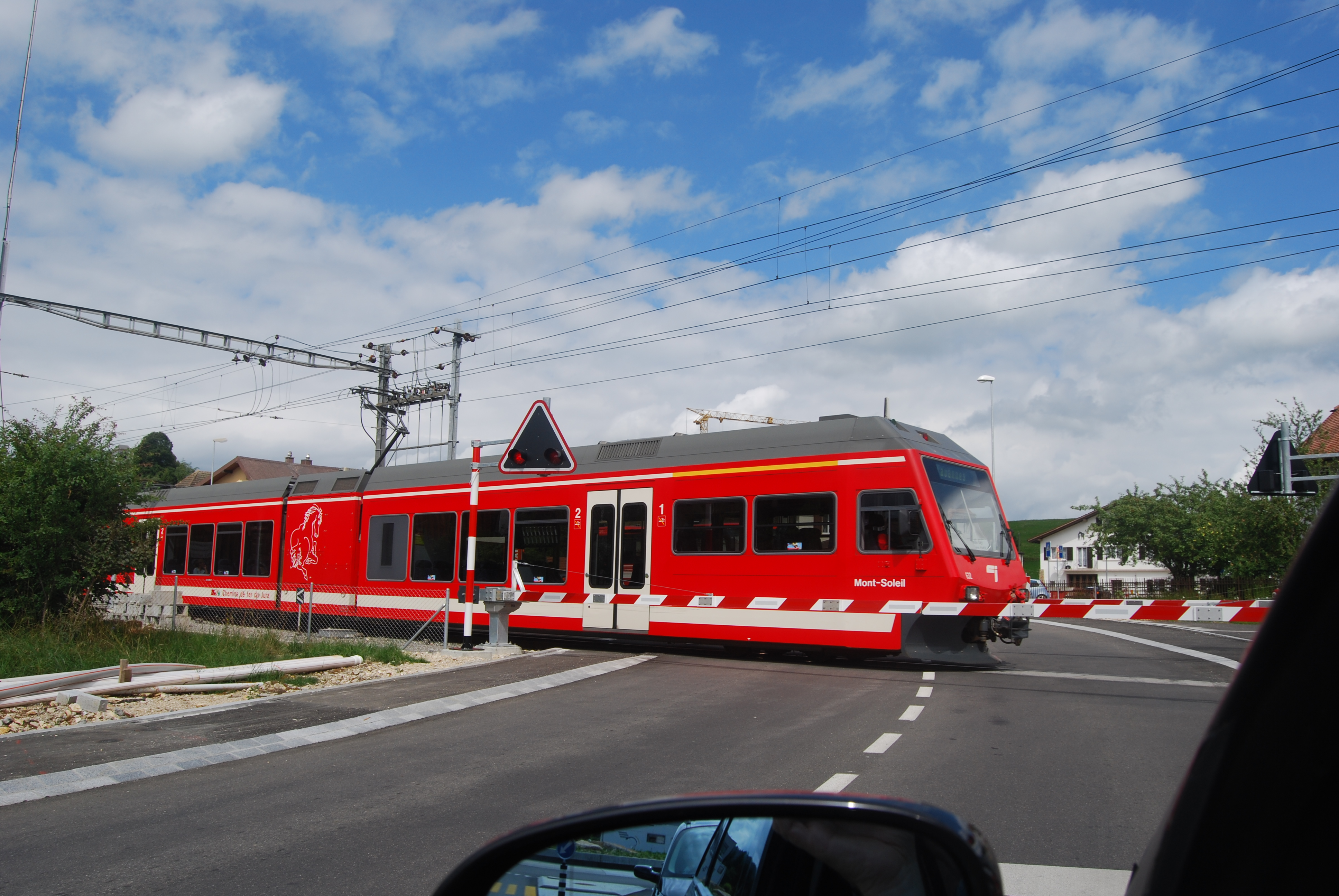
Железнодорожный переезд в Les Reussilles